# Era One
Era One è una compilation del gruppo musicale industrial black metal svizzero Samael, pubblicata nel 2006 dalla Century Media.

## Il disco
Si tratta di materiale precedentemente registrato ma, rimaneggiato per la pubblicazione avvenuta tre anni dopo.
Nel primo disco Vorph si occupa solo delle parti vocali. Il secondo disco, invece, è completamente strumentale e a cura di Xy.

## Tracce

### CD 1

#### Era One
1. Era One (intro) – 2:33
2. Universal Soul – 4:19
3. Sound of Galaxies – 4:21
4. Beyond (strumentale) – 2:59
5. Night Ride – 4:40
6. Diamond Drops – 4:26
7. Home (strumentale) – 1:36
8. Voyage – 4:00
9. Above as Below – 5:03
10. Koh-i-Noor – 5:33

### CD 2

#### Lessons in Magic #1
1. Connexion – 4:28
2. Reading Mind – 3:21
3. Red Unction – 3:33
4. Flying High – 4:04
5. Flying High – 3:57
6. Inside Stairs – 4:01
7. One with Everything – 5:16
8. Silent Words – 4:45
9. Wealth and Fortune – 4:39

## Formazione
- Michael "Vorph" Locher – voce
- Alexandre "Xy" Locher – programmazione